# Schietspoel

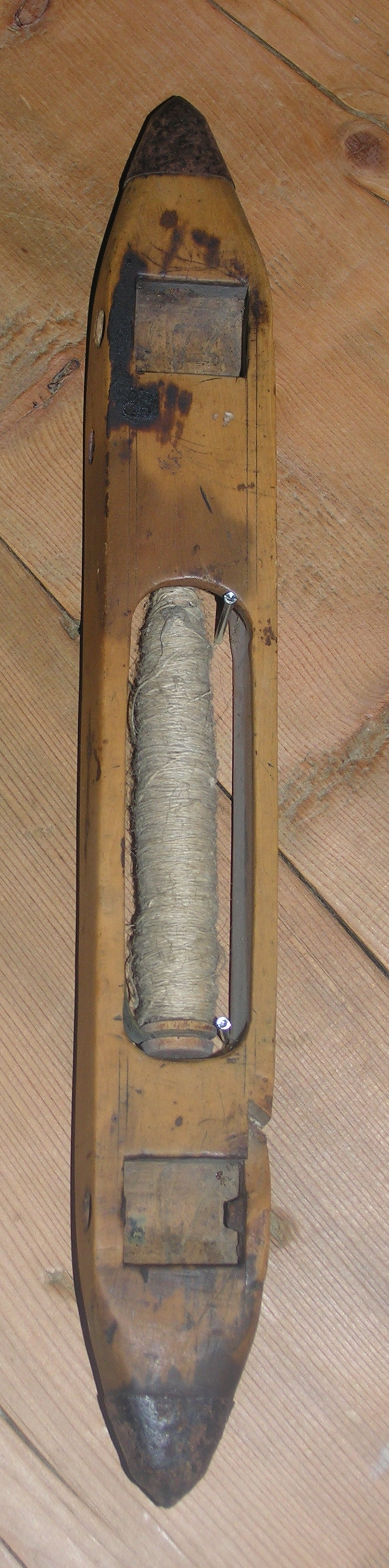
Schietspoel

Een schietspoel of snelspoel is een verbetering van de voordien gebruikte smiet- of werpspoel en wordt gebruikt in een weefgetouw.
De schietspoel is in 1733 gepatenteerd door de Engelse wever John Kay. De oude Engelse naam is flying shuttle. Een schietspoel bestaat uit een rechte houten schuit waarvan beide uiteinden puntig toelopen en met ijzer zijn versterkt. In de spoel bevindt zich een klosje waarop het inslaggaren is gewonden. De spoel bevindt zich in een langwerpige spoelbak met daarin een stootkussen. Ze wordt via het stootkussen door de schering (de sprong) geslagen en schiet dan aan de andere zijde in een soortgelijke bak. Tijdens de beweging van de schietspoel wordt het inslaggaren in het weefsel gebracht. De kracht op het stootkussen wordt geleverd via een zweepmechanisme dat in werking wordt gezet door aan een touwtje te trekken. De wever had hiervoor slechts één hand nodig, terwijl het gebruik van de werpspoel twee handen vereiste. De uitvinding van John Kay verbeterde de productiesnelheid t.o.v. de werpspoel terwijl er slechts een geringe investering vereist was.
De nieuwe weefmethode vond in Nederland pas na 1835 op grote schaal toepassing. De vaardigheid om met de schietspoel te werken werd bijgebracht op zogenaamde weefscholen. Het werken met de schietspoel vereiste echter veel minder vaardigheid dan de werpspoel, en het werken ermee kon al na enkele weken beginnen, terwijl een wever wel twee jaar nodig had om volleerd met de werpspoel om te kunnen gaan.

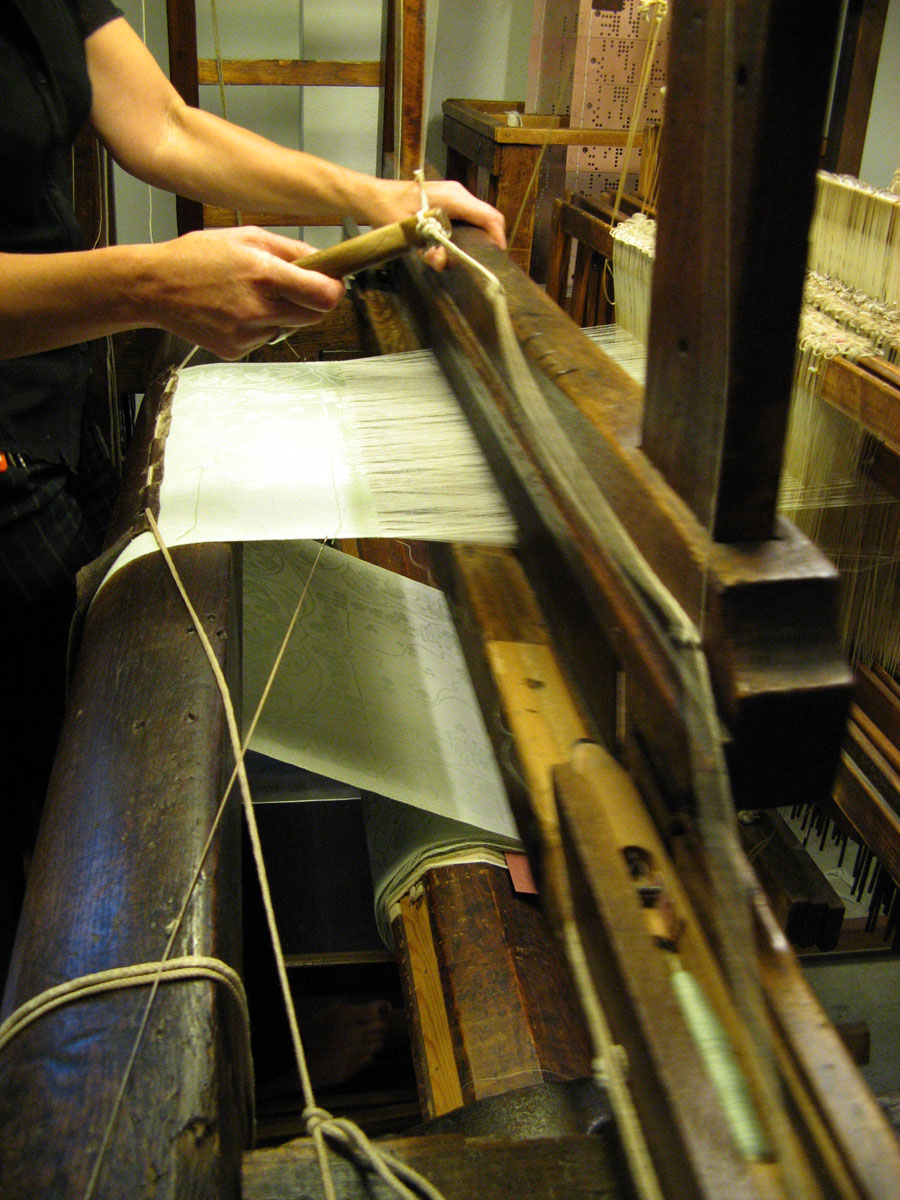
Handweefgetouw, detail met zweep en schietspoel

## Zie verder
- Naaimachine
- Ontwikkeling weven